# St Bride's Church (Douglas)
De St Bride's Church in Douglas in de Schotse regio South Lanarkshire, is een veertiende-eeuwse parochiekerk, waarin zich verscheidene tombes van de familie Douglas bevinden, onder andere die van The Good Sir James Douglas.

## Geschiedenis
Douglasdale was het centrum van de residentie van de 'Black' Douglases (de zwarte Douglases), die Robert the Bruce steunden tijdens de onafhankelijkheidsoorlogen in de vroege veertiende eeuw met Engeland.
De eerste, twaalfde-eeuwse parochiekerk op deze locatie ging verloren toen op Palmzondag 1307 The Good Sir James Douglas de kerk in brand stak met het Engelse garnizoen, dat Douglas Castle bezet hield, erin.
In 1455 werd tijdens de Slag van Arkinholm de macht van de 'Black' Douglases voor altijd gebroken door Jacobus II van Schotland.

## Bouw

### Kerk

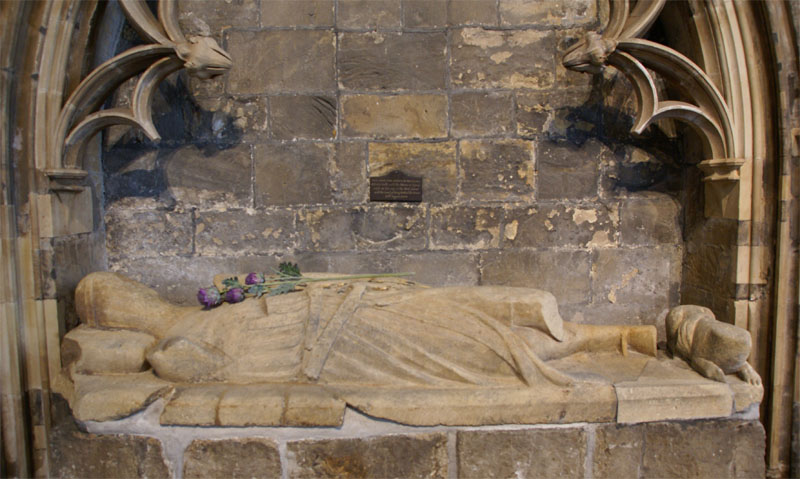
Tombe van The Good Sir James Douglas

Van de St Bride's Church zijn het laatveertiende-eeuwse koor en de zuidzijde van het schip bewaard gebleven. In de zestiende eeuw werd de klokkentoren toegevoegd aan de kerk. In 1881 werd het koor van een nieuw dak en nieuwe ramen voorzien door Charles, de twaalfde graaf van Home.
De klok in de klokkentoren dateert uit 1565 en is nog in gebruik. De klok is volgens de overlevering geschonken aan de plaats Douglas, door Mary, Queen of Scots. Vanwege de lijfspreuk van de clan Douglas (Jamais Arrière, oftewel Nooit Achter), is de klok zodanig afgesteld dat hij altijd drie minuten te vroeg slaat. Het is de oudste, nog werkende klok in Schotland.

### Grafmonumenten

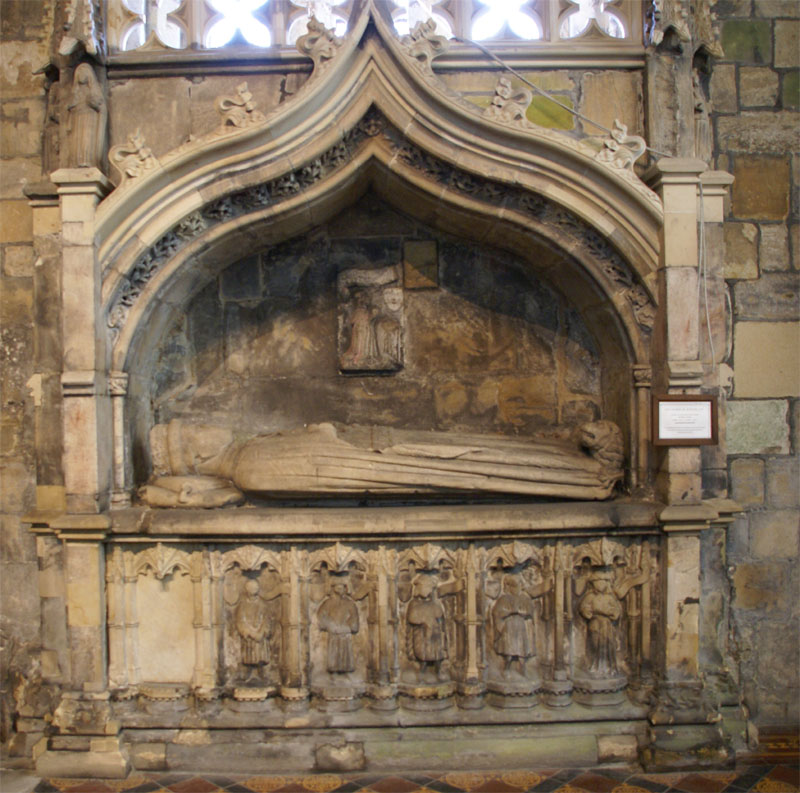
Tombe van Archibald, vijfde graaf van Douglas

De kerk is het mausoleum van de 'Black' Douglases. Er zijn een aantal graftombes in het koor bewaard gebleven, waaronder die van The Good Sir James Douglas, van Archibald Douglas, vijfde graaf van Douglas en van James Douglas, zevende graaf van Douglas.
In de noordmuur ligt het oudste grafmonument, namelijk dat van The Good Sir James Douglas, die in 1331 in Spanje overleed op weg om het hart van zijn vriend Robert the Bruce naar Jeruzalem te brengen. Het beeld in het monument toont een ridder die zijn zwaard trekt, terwijl zijn hoofd rust op een kussen en zijn voeten op een dier. Dit beeld is waarschijnlijk niet lang na zijn dood gemaakt. De omringende tombe is vijftiende-eeuws.
Aan de oostelijke kant van de noordmuur ligt het grafmonument van Archibald Douglas, vijfde graaf van Douglas, die in 1438 stierf. Zijn beeld laat een figuur zien gekleed als gezagsdrager met een hertogskroon op zijn hoofd en zijn voeten op een leeuw. Het monument eromheen heeft een fries aan de onderzijde met een aantal figuren, die wellicht familieleden uitbeelden.

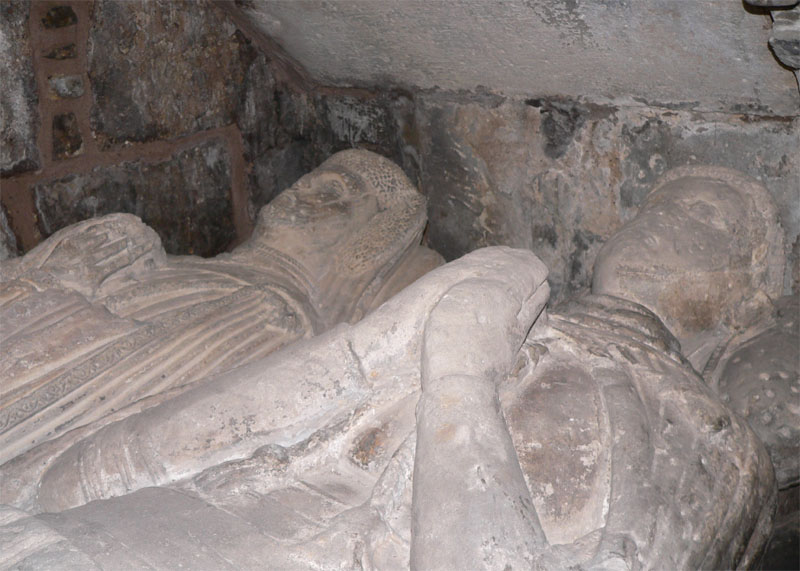
Tombe van James Douglas The Gross, zevende graaf van Douglas en zijn vrouwe Beatrice de Sinclair

In de zuidmuur bevindt zich de tombe van James Douglas, zevende graaf van Douglas, bijgenaamd The Gross en zijn vrouwe Beatrice de Sinclair. De graaf overleed in 1443. De tombe werd gebouwd tussen 1449 en 1451. De graaf wordt getoond gekleed in harnas. Zowel de graaf als zijn vrouwe hebben hun handen gevouwen in gebed. De fries aan de onderzijde van de tombe toont hun zes zonen en hun dochters. Zeldzaam in Schotland is het feit dat deze tombe twee beelden bevat; de buitenmuur van het koor moest dan ook worden verbreed om het grafmonument te verwezenlijken.
In de zuidwestelijke hoek van het koor bevindt zich een zwaar geërodeerd beeld van een vrouw wier voeten op een bloemstuk liggen. Het grafmonument is zeker vroegmiddeleeuws.
In het midden van het koor ligt de victoriaanse marmeren tombe van de zevende gravin van Home.

## Beheer
De St Bride's Church in Douglas wordt beheerd door Historic Environment Scotland.